# Javier Valdivia
Javier Valdivia Huerta (* 4. Dezember 1941 in Guadalajara, Jalisco) ist ein ehemaliger mexikanischer Fußballspieler, der zwischen 1960 und 1971 für Chivas Guadalajara spielte und Teil jener legendären Mannschaft war, die in den neun Jahren zwischen 1957 und 1965 siebenmal mexikanischer Meister wurde und den Beinamen „Campeonísimo“ erhielt. Bekannt war er auch unter seinem Spitznamen „el Cabo“ (dt. die Spitze bzw. der Chef). 

## Laufbahn
Valdivia war Stürmer und jahrelanger Stammspieler bei seinem Heimatverein Chivas Guadalajara, für den er elf Jahre lang tätig war, bevor er seine aktive Laufbahn beim benachbarten CSD Jalisco ausklingen ließ. 
Mehrere Verletzungen diverser Stammspieler aus der Offensivabteilung des Club Deportivo Guadalajara in der Saison 1960/61 boten „Cabo“ Valdivia schon früh die Möglichkeit, sein Talent unter Beweis zu stellen. In seinen ersten beiden Einsätzen erzielte er jeweils ein Tor und dankte seinem Trainer Javier de la Torre somit auf die bestmögliche Weise für dessen Vertrauen in den Nachwuchsstürmer. Seine große Chance kam 1962 mit dem Weggang des auf der linken Angriffsseite überragenden Crescencio Gutiérrez, den er von Anfang an würdig ersetzte. In den 1960er Jahren war Valdivia in insgesamt sechs Spielzeiten der torgefährlichste Spieler seiner Mannschaft. 
In der Saison 1969/70, als Chivas Guadalajara seine erste Meisterschaft nach der Epoche des „Campeonísimo“ gewann (es war der achte Meistertitel der Vereinsgeschichte und „Cabos“ fünfter Erfolg), gehörte Valdivia zu den überragenden Spielern jener Saison. Daher war es eine logische Konsequenz, dass Javier Valdivia in den Kader der mexikanischen Nationalmannschaft berufen wurde, der die WM 1970 im eigenen Land bestreiten sollte. 
Sein Länderspieldebüt hatte „el Cabo“ bereits am 28. März 1965 gegen El Salvador (2:0) gegeben und hatte dabei sogar ein Tor erzielt hat, war aber nicht zur WM 1966 in England berufen worden. Bei der WM 1970 vor eigenem Publikum dankte er dem Trainer mal wieder auf seine Weise für dessen Vertrauen: nach einem torlosen Eröffnungsspiel gegen die Mannschaft der damaligen Sowjetunion tat sich die mexikanische Elf auch im zweiten Gruppenspiel gegen El Salvador schwer und drohte mit einem 0:0 in die Pause zu gehen. Bis Valdivia unmittelbar vor der Pause das erlösende und viel umjubelte 1:0 erzielte – und gleich nach Wiederanpfiff nachlegte und seine Mannschaft mit 2:0 in Führung schoss.

## Erfolge
- Mexikanischer Meister (5): 1961, 1962, 1964, 1965, 1970
- Mexikanischer Supercup (4): 1961, 1964, 1965, 1970
- Pokalsieger (2): 1963, 1970
- CONCACAF-Champions’-Cup-Sieger (1): 1962